# Heerlijkheid Ensisheim
Ensisheim was een heerlijkheid in de Elzas.
Het gebied rond Ensisheim was de kern van de Habsburgse bezittingen in de Elzas. Albrecht I van Habsburg, de zoon van koning Rudolf I koos Ensisheim tot residentie. Gedurende de Habsburgse tijd bleef Ensisheim de hoofdstad van Voor-Oostenrijk. Het gebied werd nooit verpand, afzien van de periode 1469-1474, toen alle bezittingen verpand waren aan Karel de Stoute.
In het Verdrag van Münster in 1648 deed de keizer afstand van zijn bezittingen in de Elzas, waardoor Ensisheim niet langer deel uitmaakte van het Heilige Roomse Rijk en ook niet van Oostenrijk. 
De belangrijkste functionaris was de stadvoogd. Dit ambt werd in 1694 erfelijk.